# Aeropuerto de Lira
El Aeropuerto de Lira  (en inglés: Lira Airport) (ICAO: HULI) es un aeropuerto que sirve Lira, un ciudad en el distrito de Lira parte del país africano de Uganda. el aeropuerto de Lira es uno de los trece aeropuertos del interior del país que son administrados por la Autoridad de Aviación Civil de Uganda. También es uno de los 46 aeropuertos que posee esa nación.
El aeropuerto de Lira se encuentra en el norte de Uganda, a unos 250 kilómetros (160 millas), por vía aérea, al norte del Aeropuerto Internacional de Entebbe, el aeropuerto civil y militar más grande del país.